# Xinxiang
|  | No s'ha de confondre amb Xinyang, Xianyang, Xiangyang, o Xinyang. |

Xinxiang (xinès simplificat: 新乡; xinès tradicional: 新鄉; pinyin: Xīnxiāng; postal: Sinsiang) és una ciutat a nivell de prefectura de la província de Henan, a la República Popular de la Xina. Limita amb la capital provincial Zhengzhou al sud-oest, Kaifeng al sud-est, Hebi i Anyang al nord, Jiaozuo a l'oest i les províncies de Shanxi i Shandong al nord-oest i a l'est respectivament. La seva població total era de 6.251.929 persones segons el cens xinès del 2020.
Segons l'estimació de 2018, 2.743.200 persones vivien a l'àrea urbanitzada (o metropolitana) formada per 4 districtes urbans (Weibin, Hongqi, Muye, Fenquan), el comtat de Yanjin, el comtat de Xinxiang i la ciutat de Huixian que ara han format una conurbació, ja que la ciutat s'està expandint molt ràpidament.

## Història
Xinxiang va ser el lloc de la batalla de Muye, on la dinastia Shang va ser enderrocada pels Zhou. Xinxiang data de la dinastia Sui (581-618) i va ser un petit centre de mercat abans de ser convertir-se en un centre industrial a la dècada de 1950. També va servir com a capital de la efímera província de Pingyuan, que va cobrir les ciutats veïnes - Anyang, Hebi, Puyang, Jiaozuo i Heze -, entre 1949 i 1952, amb el propòsit de pacificar les guerrilles nacionalistes a través d'accions militars i acceptar la rendició.
El juliol de 2021, Xinxiang es va veure durament afectada per les inundacions a Henan, que van afectar unes 470.000 persones i més de 55.000 hectàrees de terres de conreu.

## Geografia

### Clima
Amb una temperatura mitjana anual de 14 °C, Xinxiang gaudeix d'un clima continental suau amb quatre estacions ben diferenciades.

### Pol·lució
Segons un informe de 2015 de Greenpeace, Henan (la província de Xinxiang) té la contaminació atmosfèrica més severa de totes les províncies de la Xina, amb una concentració mitjana de PM2,5 de 103,3 μg/m3 (micrograms per metre cúbic). L'informe va trobar que Xinxiang té el 13è aire de la ciutat més contaminat de la Xina, amb una concentració de PM2,5 de 114,6 μg/m3 (més d'11 vegades el límit de seguretat establert per l'OMS) durant el primer trimestre de 2015. L'empresa suïssa IQAir va informar que Xinxiang va patir una concentració mitjana de PM2,5 de 51,5 μg/m3 el 2020, ocupant el lloc 31 a la Xina i el 89 al món.